# EB/스트레이머

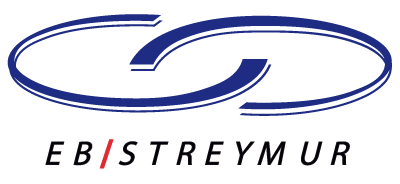

EB/스트레이머는 페로 제도의 축구 클럽으로, 현재 페로 제도 프리미어리그에 참가하고 있다. 2008시즌에 클럽 역사상 최초로 리그 우승을 하였고, 준우승도 2회 기록하고 있다. 또한 컵 대회 2회 우승 기록이 있다.

## 역사
EB/스트레이머는 1913년 2월 23일에 창단된 에이디스 볼트펠라그 (Eiðis Bóltfelag)와 1976년에 창단된 스트레이머 (Streymur)가 1993년에 통합되어 만들어졌다. 통합 이전에 두 팀은 보통 2부나 3부 리그에서 활동했었다. 1993년에 통합된 후에 2부리그에서 첫 시즌만에 승격하였으나 다음 시즌인 1994시즌에 다시 강등되었고, 2000년 시즌에 2부 리그 우승을 하며 현재까지 페로 제도 프리미어리그에서 활동하고 있다.

## 역대 우승기록
- 페로 제도 프리미어리그

우승 (1): 2008
- 페로 제도 프리미어리그 준우승

우승 (2): 2006, 2007
- 페로 제도 컵

우승 (2): 2007, 2008

## 유럽 대회성적
| 시즌    | 대회            | 라운드     | 국가     | 클럽          | 점수     |
| ------- | --------------- | ---------- | -------- | ------------- | -------- |
| 2007/08 | UEFA컵          | 예선1회전  | 핀란드   | 미파          | 0-1, 1-1 |
| 2008/09 | UEFA컵          | 예선1회전  | 잉글랜드 | 맨체스터 시티 | 0-2, 0-2 |
| 2009/10 | UEFA 유로파리그 | 예비예선전 |          |               |          |

* 굵은 글씨가 홈경기